# Contea di Kiowa (Kansas)
La contea di Kiowa, in inglese Kiowa County, è una contea dello Stato del Kansas, negli Stati Uniti. La popolazione al censimento del 2010 era di 2 553 abitanti. Il capoluogo di contea è Greensburg

## Geografia fisica
Secondo l'Ufficio del censimento statunitense l'estensione della contea è di 1873 km², di cui 2872 km² composti da terra e 1 km² composti di acqua.

### Evoluzione demografica

### Contee confinanti

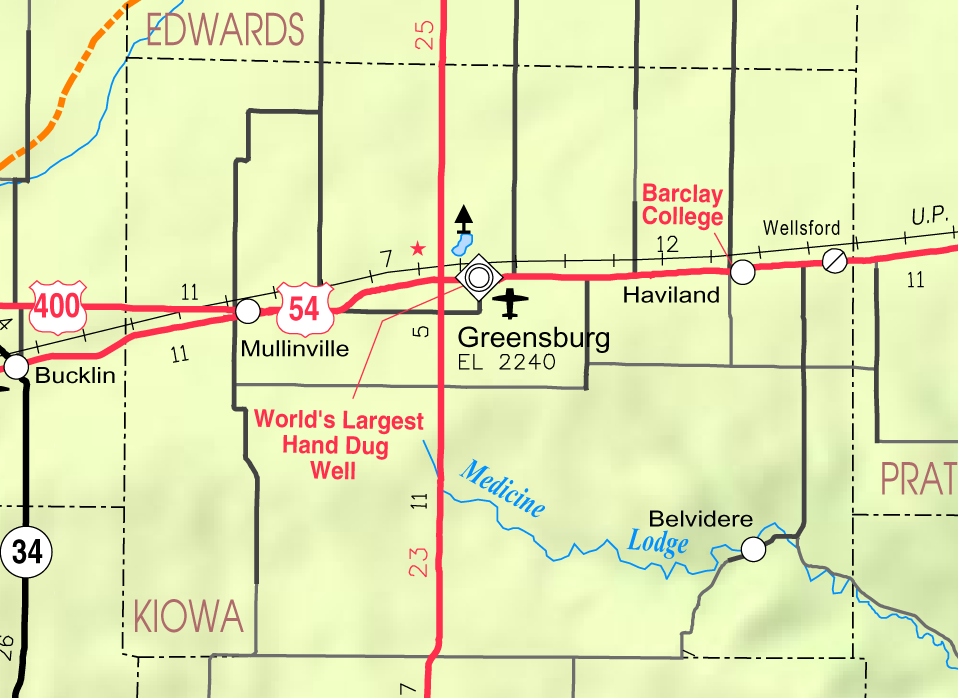

- Contea di Edwards - nord
- Contea di Pratt - est
- Contea di Barber - sudest
- Contea di Comanche - sud
- Contea di Clark - sudovest
- Contea di Ford - ovest

## Infrastrutture e trasporti
- U.S. Route 54
- U.S. Route 283
- U.S. Route 400
- Kansas Highway 10
- Kansas Highway 12
- Kansas Highway 51
- Kansas Highway 57
- Kansas Highway 34
- Kansas Highway 112
- Kansas Highway 136

## Geografia antropica

### Città
- Greensburg
- Haviland
- Mullinville

### Area non incorporata
- Belvidere
- Brenham
- Wellsford

### Township
Nella contea di Kiowa è presente una sola township.
La Township della contea è:
- Kiowa Rural